# Малатдегідрогеназа-2
Малатдегідрогеназа-2 (англ. Malate dehydrogenase 2) – білок, який кодується геном MDH2, розташованим у людей на короткому плечі 7-ї хромосоми.  Довжина поліпептидного ланцюга білка становить 338 амінокислот, а молекулярна маса — 35 503.
| 10         |  | 20         |  | 30         |  | 40         |  | 50         |
| ---------- |  | ---------- |  | ---------- |  | ---------- |  | ---------- |
| MLSALARPAS |  | AALRRSFSTS |  | AQNNAKVAVL |  | GASGGIGQPL |  | SLLLKNSPLV |
| SRLTLYDIAH |  | TPGVAADLSH |  | IETKAAVKGY |  | LGPEQLPDCL |  | KGCDVVVIPA |
| GVPRKPGMTR |  | DDLFNTNATI |  | VATLTAACAQ |  | HCPEAMICVI |  | ANPVNSTIPI |
| TAEVFKKHGV |  | YNPNKIFGVT |  | TLDIVRANTF |  | VAELKGLDPA |  | RVNVPVIGGH |
| AGKTIIPLIS |  | QCTPKVDFPQ |  | DQLTALTGRI |  | QEAGTEVVKA |  | KAGAGSATLS |
| MAYAGARFVF |  | SLVDAMNGKE |  | GVVECSFVKS |  | QETECTYFST |  | PLLLGKKGIE |
| KNLGIGKVSS |  | FEEKMISDAI |  | PELKASIKKG |  | EDFVKTLK   |  |            |

A: Аланін

C: Цистеїн

D: Аспарагінова кислота

E: Глутамінова кислота

F: Фенілаланін

G: Гліцин

H: Гістидин

I: Ізолейцин

K: Лізин

L: Лейцин

M: Метіонін

N: Аспарагін

P: Пролін

Q: Глутамін

R: Аргінін

S: Серин

T: Треонін

V: Валін

Цей білок за функцією належить до оксидоредуктаз. 
Задіяний у такому біологічному процесі як цикл трикарбонових кислот. 
Білок має сайт для зв'язування з НАД. 
Локалізований у мітохондрії.